# شاندور وکرله
شاندور وکرله (مجاری: Wekerle Sándor; ۱۴ نوامبر ۱۸۴۸ – ۲۶ اوت ۱۹۲۱) سیاستمدار اهل مجارستان بود. وی سه مرتبه از ۱۷ نوامبر ۱۸۹۲ تا ۱۴ ژانویه ۱۸۹۵، از ۸ آوریل ۱۹۰۶ تا ۱۷ ژانویه ۱۹۱۰ و از ۲۰ اوت ۱۹۱۷ تا ۳۰ اکتبر ۱۹۱۸ نخست‌وزیر پادشاهی مجارستان بود.